# Dzsungária
Dzsungária (kínai írásjegyekkell: 準噶爾, pinjin átírással: Zhǔngáěr; ujgurul: Җуңғар ойманлиғи / جۇڭغار ئويمانلىغى, mongolul: Зүүнгар, régebbi magyar formái: Dsungária, Szöngaria, Szongária) egy földrajzi régió Belső-Ázsiában, amelynek nagy része a kínai Hszincsiang északi felének felel meg, de átnyúlik Kazahsztánba és Mongóliába is.

## Földrajz
Törmelékekkel, homokkal borított hullámos felszíne északkeletről délnyugat felé 1000 méterről 200 méterre süllyed. A medencét északkeleten a Mongol-Altaj, délen a Tien-san és a belőle kiágazó vonulatok meredek falakkal zárják le, a háromszög északnyugati oldalán fekvő, nagyjából kelet-nyugati csapású, a Közép-ázsiai-peremhegyvidékhez tartozó proterozoikumi röghegységek között azonban tágas átjárók vezetnek Közép-Ázsia felé, közülük a leghíresebb a 70 km hosszú, pár km széles, 200 méteres magasságban fekvő Dzsungár-kapu. Ez a hegyszoros Kazahsztán és Kína határán évezredek óta fontos közlekedési útvonal, a nomádok népvándorlásának egyik fő útja, ezért „népek kapuja” néven is emlegetik. A röghegységek közül az északabbi, 300 km hosszú Tarbagataj 2992 m-re magasodik, ma már nem borítja örök hó, a délebbi, 400 km hosszú, 4464 méteres csúcsú Dzsungár-Alatauról azonban több kisebb gleccser is indul.
Dzsungáriát részben mérsékelt övezeti sztyepp borítja, szárazságtűrő libatopokkal és tamariskafélékkel, a medence közepén pedig nagy, kb. 50 000 km² kiterjedésű sivatag, a Gurbantünggüt terül el. A hegyek oldalain 1500–2200 m között nyár- és fenyőerdők (rezgő nyár, szibériai vörösfenyő, szibériai luc), lábaiknál pedig az olvadékvizekből nyomán dús füvű rétek, legelők terülnek el. A medence legészakibb részét, a Fekete-Irtis völgyét – mely egy másik fontos átjáró északnyugat felé – leszámítva a medence lefolyástalan. Rövid folyói a sivatagban, vagy sós tavakban végződnek. Tavai közül egyik legismertebb a Borohoro-hegység északi lábát övező szerkezeti árokban 189 m magasan fekvő, 1040 km² területű Ebi-tó.

### Éghajlat
Éghajlata szélsőségesen kontinentális. A januári középhőmérséklet mínusz 15-20 °C, a júliusi középhőmérséklet 25-28 °C, jelentős a hőmérséklet napi ingadozása is. A fagyos napok évi száma (200) meghaladja a fagymentesekét. Az éves csapadék alig 100–300 mm.
| Hónap                                       | Jan.  | Feb.  | Már. | Ápr. | Máj. | Jún. | Júl. | Aug. | Szep. | Okt. | Nov. | Dec.  | Év   |
| ------------------------------------------- | ----- | ----- | ---- | ---- | ---- | ---- | ---- | ---- | ----- | ---- | ---- | ----- | ---- |
| Átlagos max. hőmérséklet (°C)               | −11,0 | −7,0  | 5,0  | 19,0 | 26,0 | 32,0 | 34,0 | 32,0 | 25,0  | 15,0 | 2,5  | −7,5  | 13,9 |
| Átlagos min. hőmérséklet (°C)               | −19,0 | −15,5 | −4,0 | 8,0  | 15,0 | 20,5 | 22,5 | 21,0 | 14,5  | 6,0  | −4,5 | −14,0 | 4,3  |
| Átl. csapadékmennyiség (mm)                 | 4     | 2     | 4    | 7    | 16   | 13   | 20   | 15   | 7     | 6    | 6    | 5     | 105  |
| Forrás: China Meteorological Administration |       |       |      |      |      |      |      |      |       |      |      |       |      |

## Történelem
A területen az időszámítás előtt uszunok éltek, akiket a török törzsek szorítottak ki lakóhelyükről.
Dzsingisz-kán hódításai során a törökök helyét negyrészt a mongol törzsek vették át, és a mongol birodalom megszűnésekor már dzsungár–mongol törzsek tették ki a lakosság jelentős részét, első ismert vezérük Bo-kán volt, függetlenségét pedig Kah nevű hősének vezénylete alatt vívta ki.
Területén állt fenn az önálló Dzsungár Kánság 1634 és 1755 között.
Legnagyobb hatalmát Galdan fejedelemsége alatt nyerte el, aki Kasgart, Jarkandot és más városokat is meghódított. Ellene a khalkák a kínaiakat hívták segítségükre akik hosszú küzdelmek után a 18. század végére a terület urai lettek.
1831-ben a terület nyugati részét az orosz birodalomhoz csatolták.
A kínai rész Tien-san-pelu néven volt ismert, itt 1864-ben a muzulmán dungánok föllezadtak és a kínai hadakat elűzték, de hatalmuk csak 1867-ig tartott.
Az államot irányító dzsungárokat a 18. században a járványok, a kínai invázió és a szomszédos népek támadásai gyakorlatilag mind kiirtották.
A népsűrűség mindig alacsony volt. A nyugati rész (későbbi orosz fennhatóságú) területein kirgizek, kozákok, tatárok és elszórtan oroszok éltek, míg a terület többi részén dzsungárok, torgotok, khalkák és dugánok voltak többségben.

## Városok
Főbb városai: Ürümcsi, Kuldzsa (Yining), Karamaj, Vusu.

## Gazdaság
Búzát, árpát, zabot és cukorrépát termesztenek, és szarvasmarhát, juhot, jakot és lovat tenyésztenek. A földeket gyakran olvasztott hóval öntözik.
A régiónak szén-, vasérc- és aranybányái is vannak, valamint olajmezői.

## Galéria

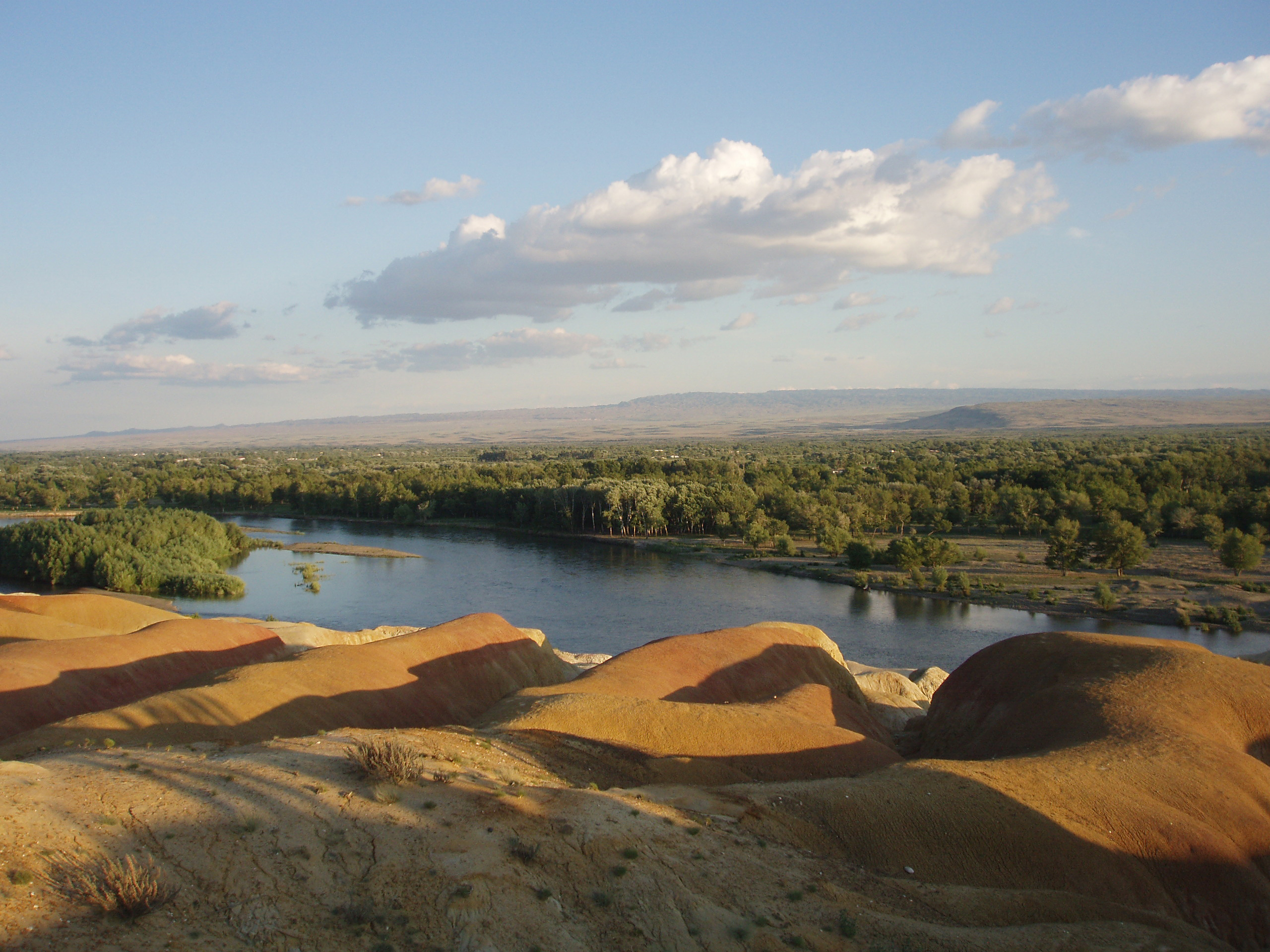
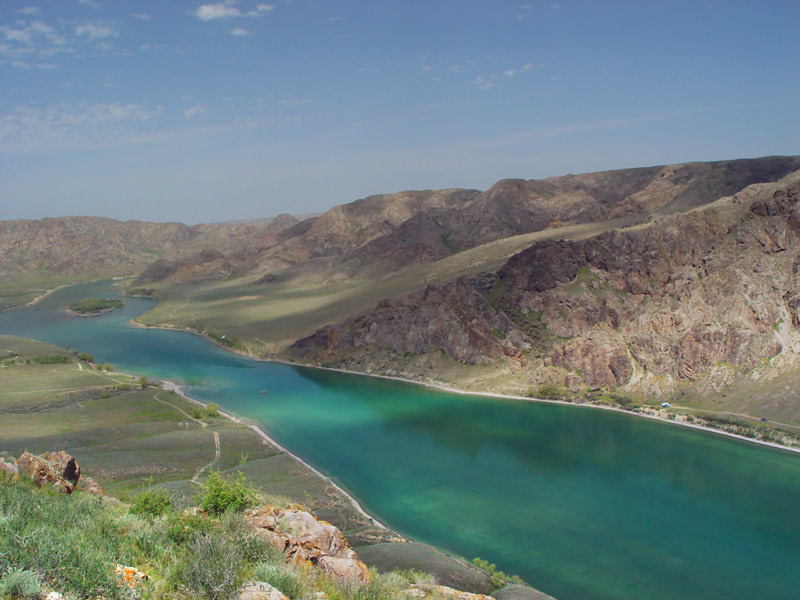
Ili (folyó)
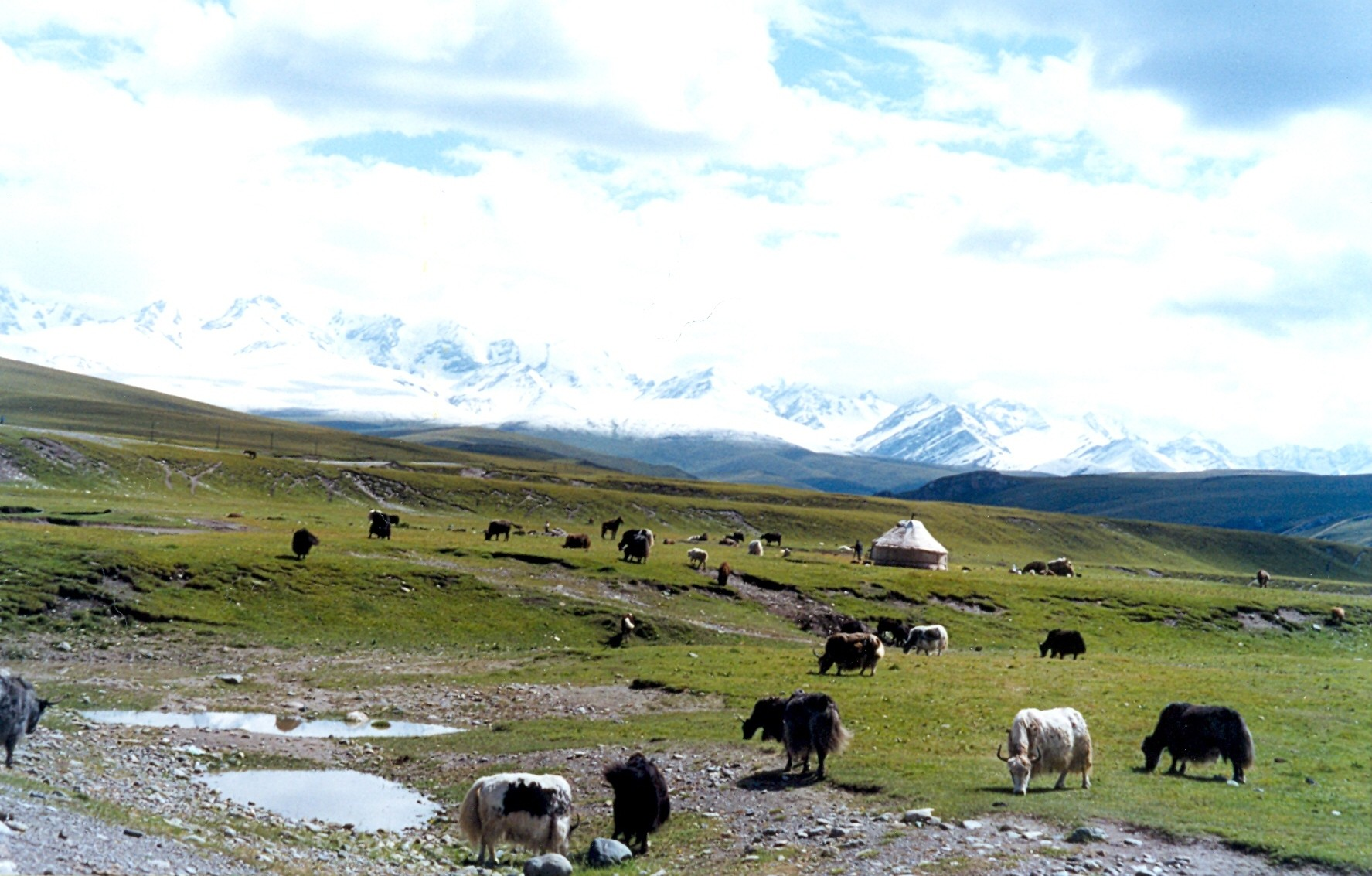
Tien-san jakokkal
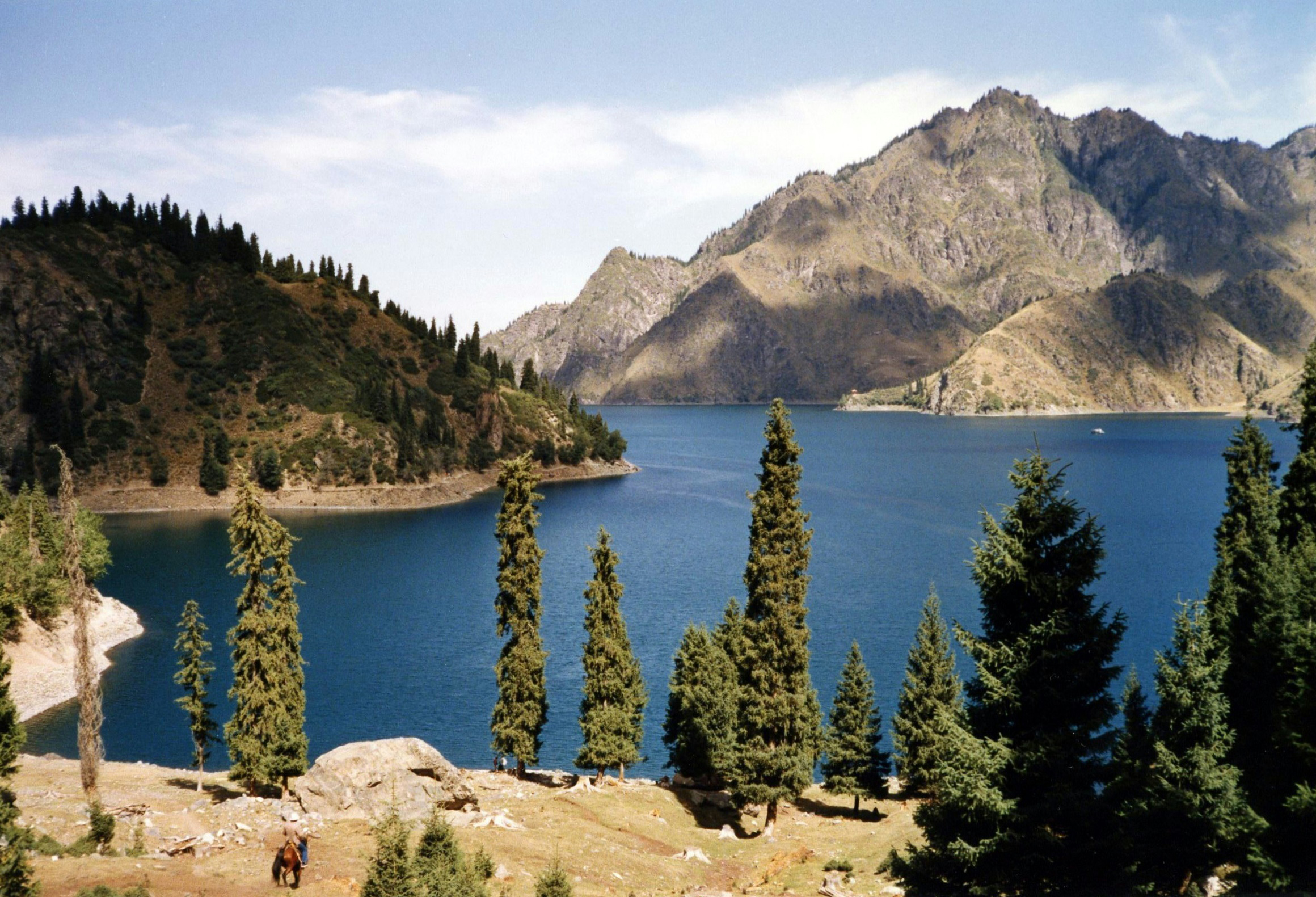
Tiancsi-tó
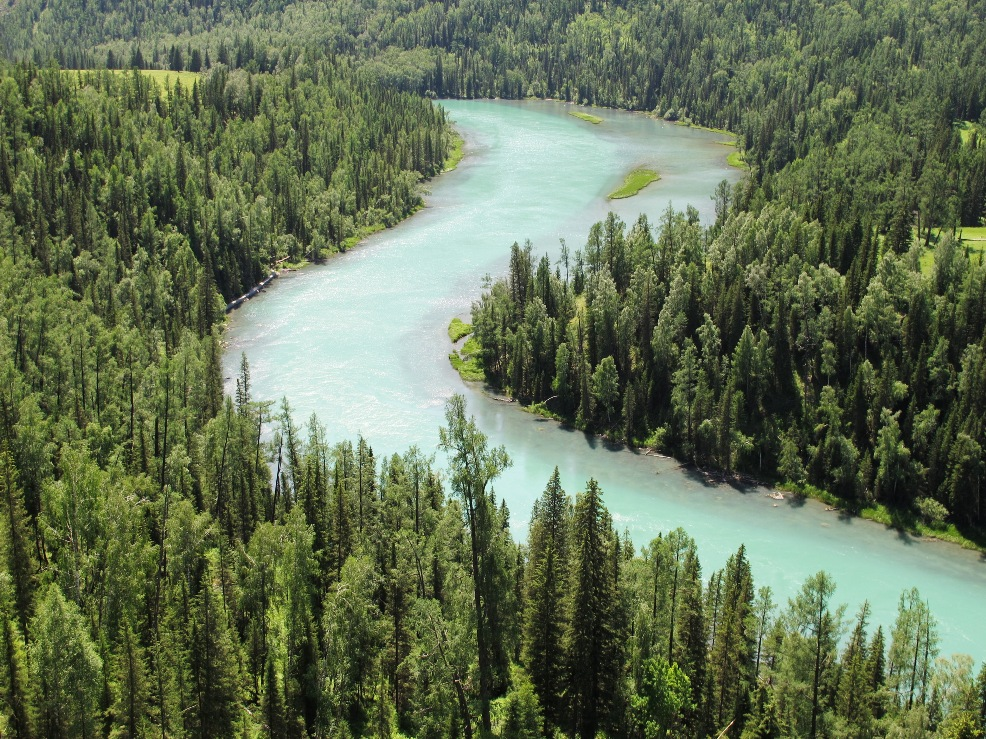
Kanasz-tó
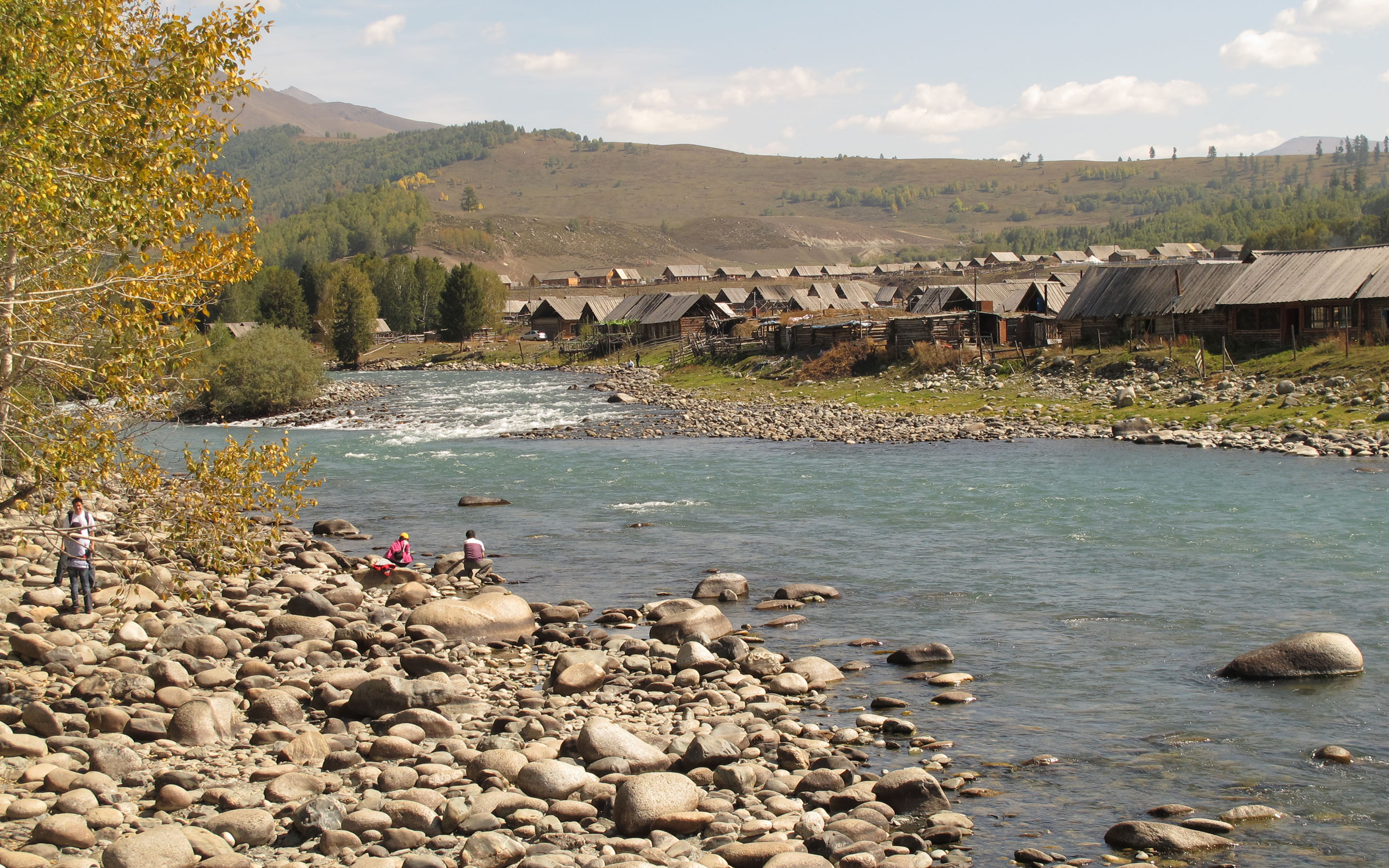